# 林贝体育场
林贝体育场位于喀麦隆最大的港口城市杜阿拉以西约64km的林贝市，由中国机械设备进出口总公司援建，是两座2016年女足非洲杯的比赛球场之一（另一座是位于首都雅温得的阿赫麥多·阿哈都球場）。

## 概况
林贝体育场坐落在喀麦隆西南区海滨城市林贝市，体育场为一座15000+5000座标准体育场，以进行足球比赛为主，兼顾举行田径比赛。中心场地按标准400m综合田径场设计，半径36.5米，直道长84.39米，8条主跑道，西侧设8条直跑道。设置有田径比赛项目和国际标准尺寸天然草坪足球场。体育场总用地面积：162,045平方米；总建筑面积：14,352平方米，其中，建筑功能面积（除看台面积）10,539平方米，不计容积率面积（半室外区域）3,813平方米，容积率：0.06。看台面积：9,877平方米，金属雨蓬面积：775平方米，高度32.8米；混凝土雨蓬面积：595平方米。
该项目由中国进出口银行提供贷款支持，中国机械设备进出口总公司总承包，中铁国际集团旗下的川铁国际经济技术合作有限公司等承建。项目于2009年12月18日开工，2014年4月29日通过竣工验收。林贝体育场和巴富萨姆体育场建设项目是继援喀麦隆雅温得多功能体育馆投入使用后，中国在开展对喀体育合作方面实施的规模最大的体育场馆建设项目。
林贝体育场当前是喀麦隆西南地区联赛球队维多利亚联队的主场。

## 承办赛事
林贝体育场是一座综合性体育场，也是两座2016年女足非洲杯的比赛球场之一。球场原计划作为2019年非洲國家盃的比赛场地，但由于喀麦隆此前在非洲杯筹办赛场附近发生了暴力叛乱事件，导致球馆建设发生延期，因此被取消主办权，后宣布由埃及承办该项赛事。喀麦隆的主办权被顺延至2021年，届时林贝体育场将承办赛事小组赛的部分比赛。

## 外部連結
- Photo （页面存档备份，存于） at worldstadiums.com

4°01′35″N 9°09′30″E / 4.0264815°N 9.1583665°E